# Polycarpus Augin Aydın

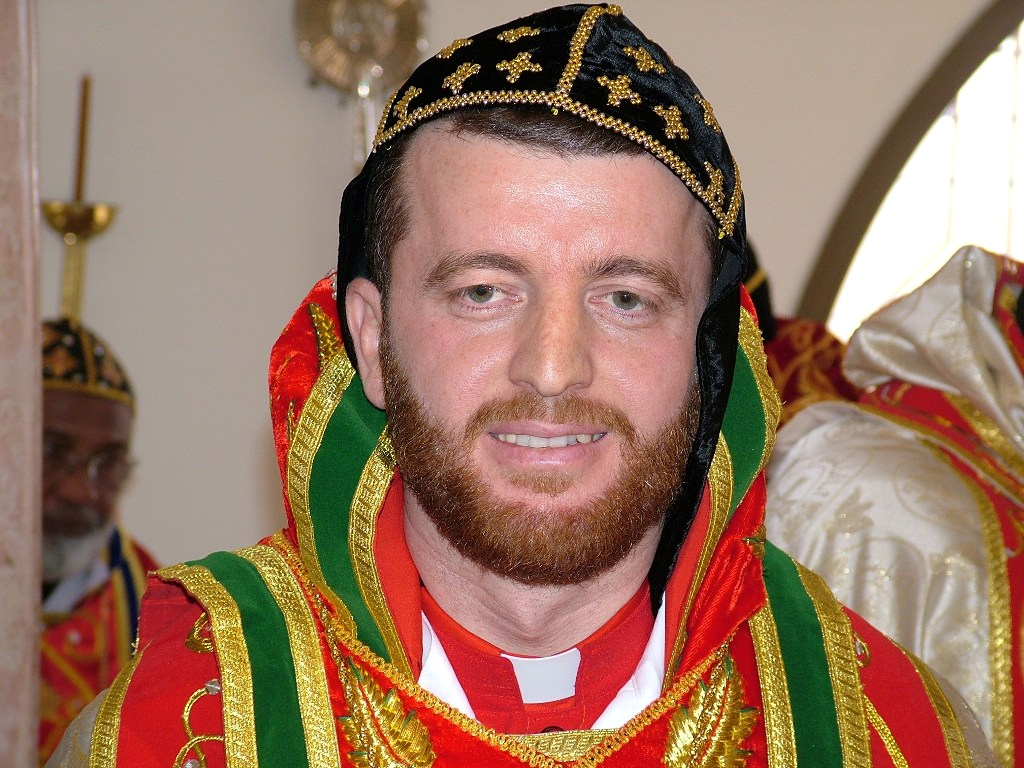
Polycarpus Augin Aydın

Mor Polycarpus Augin Aydın (reichsaramäisch ܡܪܝ ܦܘܠܝܩܪܦܘܣ ܐܘܓܝܢ ܐܝܕܝܢ; * 10. Juni 1971 in Gundukschukro nahe Nusaybin; geboren als Edip Aydin) ist der amtierende Metropolit und Patriarchalvikar der syrisch-orthodoxen Diözese der Niederlande.
Aydın residiert im Kloster St. Ephrem der Syrer in Glane, Niederlande.

## Leben
Polycarpus Augin Aydın wurde unter dem Namen Edip Aydin als Sohn einer syrisch-orthodoxen Familie in dem kleinen Dorf Gundukschukro in der Nähe von Nusaybin in der Türkei geboren. Vor allem der aufrichtige und intensive Glaube seiner Eltern hatte einen großen Einfluss auf seine Zukunft. In jüngeren Jahren besuchte er sowohl die Kirchenschule, wo er Aramäisch und die syrisch-orthodoxe Liturgie lernte, als auch die reguläre türkische Dorfschule. Nachdem er im Alter von zwölf Jahren die Grundschule abgeschlossen hatte, setzte er sein Studium im Seminar des Klosters Mor Gabriel nahe Midyat fort. Während des Seminars vertiefte er seine Kenntnisse im klassischen Syrisch. Er wurde auch in der syrischen Theologie, Tradition und Liturgie gelehrt. Mit ihm zusammen studierten rund 30 weitere Studenten aus verschiedenen Städten und Dörfern des Tur Abdin. Zur gleichen Zeit setzte er seine weiterführende Ausbildung an der staatlichen Schule in Midyat fort. Aydin verbrachte sechs Jahre im Kloster Mor Gabriel, in denen er sich voll am klösterlichen Leben beteiligte. Das Gebet, das Fasten und andere Alltagsaktivitäten mit den Nonnen und Mönchen sollen ihn in dieser Zeit sehr geprägt haben. In einem seiner letzten Jahre im Priesterseminar wurde er zum Subdiakon geweiht. Nach seiner Ausbildung im Kloster wurde er von Timotheus Samuel Aktaş, dem Erzbischof des Tur Abdin nach England gesendet, um dort zu studieren. Dort wohnte Aydin für mehrere Monate der anglikanischen Benediktinergemeinde Alton Abbey in Hampshire bei, um an dem gemeinsamen spirituellen Leben teilzunehmen. Dann begann er ein Theologiestudium am Heythrop College der University of London. 1995 schloss er sein Studium erfolgreich mit einem Bachelor in Theologie ab. Während seines Studiums lebte er bei Karmeliten und erhielt die Gelegenheit, sein Gebetsleben zu vertiefen und über theologische Themen zu diskutieren. Als Gaststudent verbrachte er dann ein Jahr am Oriental Institute der Universität Oxford, gefolgt vom Master of Syriac Studies unter der Leitung von Professor Sebastian Brock. Während seines Aufenthaltes in Oxford begann er das Buch "The Bible in the Syriac Tradition" (Gorgias Press, 2002; ISBN 1-59333-300-5) von Professor Sebastian Brock ins Syrische zübersetzen. Er studierte auch die westsyrischen Schriftsteller des 20. Jahrhunderts, die zur Erneuerung der syrischen Sprache und Literatur beitrugen. Während seines Studiums in Oxford lebte er in der Campion Hall der dortigen Jesuitengemeinschaft. Nach einem dreijährigen Studium am St. Vladimir’s Orthodox Theological Seminary in Crestwood, New York, erhielt er 2000 den Abschluss Master of Divinity. Der Titel seiner Arbeit war: The History of the Syriac Orthodox Church of Antioch in North America: Challenges and Opportunities.
Am 7. Oktober 2001 erhielt Aydın die Tonsur als Mönch von Patriarch Mor Ignatius Zakka I. Iwas im St.-Ephrems-Kloster in Damaskus und den Namen Augin, in Ehren an Mor Augin vom Tur Izlo. Ein Jahr später, am 4. August 2002, wurde er im Kloster Mor Gabriel durch Timotheos Samuel Aktaş zum Priester geweiht. Bis zum Jahre 2011 promovierte er am Princeton Theological Seminary im Bereich der frühen Kirchengeschichte und Ökumene unter der Leitung von Professorin Kathleen McVey. Das Thema seiner Dissertation, welche er im Sommer des Jahres 2017 veröffentlichte, lautete: Vergleich des syrischen Ritus der monastischen Profess (tekso d-suforo) mit dem Ritus der Taufe (tekso da'modo) in externer Struktur und theologischen Themen.
Am 15. April 2007 weihte der Patriarch Ignatius Zakka I. Iwas Raban Augin Aydin zum Metropoliten mit den Namen Polycarpus in der Kathedrale St. Petrus und St. Paulus in Saidnaya.